# Speleogobius
Speleogobius is een monotypisch geslacht van straalvinnige vissen uit de familie van grondels (Gobiidae).

## Soort
- Speleogobius trigloides Zander & Jelinek, 1976